# Bülent Şahinkaya
Bülent Şahinkaya (* 1948 in Trabzon; † Juni 2009) war ein türkischer Fußballspieler.

## Karriere
Şahinkaya spielte die ersten zwei Jahre seiner Karriere bei Trabzonspor in der 2. Liga. Es folgte eine Saison für İstanbulspor, danach kehrte er zu Trabzonspor zurück. Şahinkaya gelang es mit seinen Teamkollegen nach der Saison 1973/74, in die 1. Liga aufzusteigen.
Zur Saison 1975/76 wechselte Şahinkaya zu Galatasaray Istanbul. Bei Galatasaray kam er zu zwei Ligaspielen und gewann den türkischen Fußballpokal. Im Sommer 1976 beendete der Mittelfeldspieler seine Karriere.

## Erfolge
Trabzonspor
- Zweitligameister: 1974

Galatasaray Istanbul
- Türkischer Fußballpokal: 1976

## Weblink
- Bülent Şahinkaya in der Datenbank von mackolik.com (türkisch)